# Reaktionsgavmild
Reaktionsgavmild beskriver en person, der reagerer umiddelbart emotionelt på en begivenhed, handling eller et udsagn rettet mod ham selv eller andre. Med emotionelt menes at personen er i stand til at vise sine grundfølelser, glæde, vrede, sorg, seksualitet og frygt umiddelbart og ufortolket af normer, kulturer og andre konventioner i det omgivne sociale miljø.
Der er altså tale om en person, der er villig til at vise sit indre og på den måde være tydelig at læse/afkode i sit emotionelle reaktionsmønster.
| Psi | Spire Denne artikel om psykologi er en spire som bør udbygges. Du er velkommen til at hjælpe Wikipedia ved at udvide den. |